# マラドーナ2世
マラドーナ2世（英語: New Maradona）とは、ディエゴ・マラドーナ以後の有望なアルゼンチンのサッカー選手に、マラドーナの後継者的な意味合いで使っていた通称である。

## 概要
FIFAワールドカップの1982年スペイン大会から1994年アメリカ大会まで背番号10を背負ったディエゴ・マラドーナの存在は大きく、アルゼンチン国民並びにメディアは、将来有望な若手選手が現れるたびに「マラドーナ2世」、「マラドーナの後継者」などと呼び、その活躍に期待している。

## 主なマラドーナ2世
- クラウディオ・ボルギ[1]
- ディエゴ・ラトーレ[2]
- アリエル・オルテガ[3]
- マルセロ・ガジャルド[3]
- フアン・ロマン・リケルメ[4][5]
- パブロ・アイマール[6]
- アンドレス・ダレッサンドロ[7]
- ハビエル・サビオラ[8]
- カルロス・マリネッリ[9]
- カルロス・テベス[10]
- リオネル・メッシ[11]
- セルヒオ・アグエロ[12]
- エセキエル・ラベッシ[13]